# Battweiler
Battweiler là một xã thuộc huyện Südwestpfalz, trong bang Rheinland-Pfalz, phía tây nước Đức. Xã này có diện tích 5,66 km², dân số thời điểm ngày 31 tháng 12 năm 2006 là 756 người.